# Christoph Metzelder
Christoph Metzelder est un footballeur international allemand né le 5 novembre 1980 à Haltern. Il évoluait au poste de défenseur central.
Avec l'équipe d'Allemagne, il a été finaliste de la Coupe du monde 2002 et de l'Euro 2008.

## Biographie

### Carrière de joueur
Christoph Metzelder fait ses premiers pas de footballeur au TuS Haltern avant de rejoindre en 1995 le centre de formation du Schalke 04. Il y reste un an et rejoint les rangs du SC Preussen Münster. En 2000, il signe au Borussia Dortmund et, en raison des blessures de joueurs comme Christian Wörns et Stefan Reuter, est souvent titularisé en équipe première au poste de défenseur central. À peine un an après ses débuts en Bundesliga, il est sélectionné  pour la première fois en équipe d'Allemagne, le 15 août 2001.
Il s'impose définitivement comme titulaire la saison suivante au sein de la défense des Schwarzgelben, mais aussi en équipe nationale lors de la Coupe du monde 2002, notamment en raison des blessures de Jens Nowotny et de Christian Wörns. Malgré son jeune âge (21 ans), il se révèle comme l'un des meilleurs défenseurs du tournoi. La Mannschaft échoue néanmoins en finale contre le Brésil 2-0.
Annoncé comme l'un des plus grands espoirs allemands, il tarde cependant à confirmer son talent en raison d'une blessure très grave au tendon d'Achille en octobre 2002. Il fait même une saison blanche en 2003/2004 et on le considère presque perdu pour le football.
Il réussit cependant à revenir en 2005 et à s'imposer de nouveau comme défenseur central en sélection nationale pour la Coupe du monde 2006. Il s'y illustre aux côtés de Per Mertesacker en obtenant la troisième place du tournoi, contre le Portugal.
En fin de contrat avec le Borussia, il signe en mai 2007 pour l'un des plus grands clubs du monde : le Real Madrid. Il signe un contrat de 4 ans pour 4 millions d'euros. Il est officiellement présenté dans son nouveau club le 11 juillet 2007.
Pas toujours titulaire, il se blesse à nouveau. En février 2008, il se fait opérer du pied gauche pour un problème à la voûte plantaire et est indisponible jusqu'à la fin de la saison. Néanmoins, il se rétablit assez rapidement pour participer à l'Euro 2008 où, une nouvelle fois, il forme avec Per Mertesacker la charnière centrale de la défense de l'équipe d'Allemagne. Son association avec Mertesacker est très critiquée lors du tournoi, en raison de leur lenteur et de leur positionnement approximatif. L'équipe d'Allemagne perd en finale contre l'Espagne le 29 juin 2008, 1-0.
Peu utilisé par le Real Madrid au début de la saison 2008-2009, il perd son statut de titulaire en sélection au début des qualifications pour la Coupe du monde 2010. Ses trois saisons sous les couleurs du Real Madrid sont un échec. Lorsqu'il n'est pas blessé, Metzelder se retrouve barré par Ezequiel Garay, Raul Albiol, Pepe ou Fabio Cannavaro. Proche d'un accord avec Wolfsburg, il rejoint finalement Schalke à la fin de la saison 2009-2010, au grand désarroi des supporteurs du BVB, les clubs étant de grands rivaux.
Sa première saison avec les Königsblauen est quelque peu contrastée : si le club de Gelsenkirchen évolue en bas du classement et doit même se battre contre la relégation en Bundesliga, il est beaucoup plus fringant en Ligue des champions, atteignant les demi-finales de la compétition (notamment après avoir sorti le tenant du titre en quart de finale, l'Inter Milan).
Lors de la saison suivante, en 2010-2011, son temps de jeu se réduit et il passe au second plan derrière des joueurs plus jeunes comme Benedikt Höwedes ou Kyriakos Papadopoulos. Peu utilisé lors des saisons suivantes, il annonce la fin de sa carrière professionnelle à la fin de la saison 2012-2013.

### Soupçons de pédopornographie
En septembre 2019, la police criminelle allemande perquisitionne le domicile du joueur à Düsseldorf et réquisitionne à cette occasion un ordinateur et un téléphone portable. La police avait été alertée par une ancienne relation du joueur au sujet de possibles images pédopornographiques en sa possession. Metzelder n'est pas arrêté.
Le lundi 22 février 2021, le tribunal de Düsseldorf annonce que le joueur sera jugé à partir du 29 avril pour "diffusion et détention" d'images pédopornographiques. Christoph Metzelder nie les faits depuis la perquisition de 2019, mais avoue finalement sa culpabilité lors du premier jour de son procès. Le tribunal l'a condamné à Düsseldorf à dix mois de prison avec sursis pour la diffusion d'images pédopornographiques.

## Palmarès

### En club
Borussia Dortmund :
- Champion d'Allemagne en 2002
- Finaliste de la Coupe UEFA en 2002
- Finaliste de la Coupe de la Ligue d'Allemagne en 2003

 Real Madrid :
- Champion d'Espagne en 2008
- Vainqueur de la Supercoupe d'Espagne en 2008
- Finaliste de la Supercoupe d'Espagne en 2007

 FC Schalke 04 :
- Vainqueur de la Coupe d'Allemagne en 2011

### En sélection
Allemagne :
- 47 sélections depuis le 15 août 2001 : Hongrie - Allemagne (2-5)[9]
- Finaliste de la Coupe du monde 2002
- Troisième de la Coupe du monde 2006
- Finaliste de l'Euro 2008

### Distinction personnelle
- Trophée Bravo de meilleur jeune en 2002.

## Statistiques
|         |                   |           |              | Championnat | Championnat | Championnat | Coupe Nationale | Coupe Nationale | Coupe Nationale | Coupes d’Europe | Coupes d’Europe | Coupes d’Europe | Équipe d'Allemagne | Équipe d'Allemagne |
| Saison  | Club              | Pays      | Division     | Matchs      | Buts        | Assists     | Matchs          | Buts            | Assists         | Matchs          | Buts            | Assists         | Matchs             | Buts               |
| ------- | ----------------- | --------- | ------------ | ----------- | ----------- | ----------- | --------------- | --------------- | --------------- | --------------- | --------------- | --------------- | ------------------ | ------------------ |
| 2000-01 | Borussia Dortmund | Allemagne | 1.Bundesliga | 19          | 0           | 0           | 2               | 0               | 0               | -               | -               | -               | -                  | -                  |
| 2001-02 | Borussia Dortmund | Allemagne | 1.Bundesliga | 25          | 0           | 2           | 1               | 0               | 0               | 4+8             | 0+0             | 0+0             | 13                 | 0                  |
| 2002-03 | Borussia Dortmund | Allemagne | 1.Bundesliga | 24          | 0           | 2           | 1               | 0               | 0               | 10              | 0               | 0               | 2                  | 0                  |
| 2003-04 | Borussia Dortmund | Allemagne | 1.Bundesliga | 0           | 0           | 0           | 0               | 0               | 0               | 0               | 0               | 0               | 1                  | 0                  |
| 2004-05 | Borussia Dortmund | Allemagne | 1.Bundesliga | 16          | 0           | 0           | 0               | 0               | 0               | -               | -               | -               | 6                  | 0                  |
| 2005-06 | Borussia Dortmund | Allemagne | 1.Bundesliga | 23          | 2           | 1           | 1               | 0               | 0               | -               | -               | -               | 12                 | 0                  |
| 2006-07 | Borussia Dortmund | Allemagne | 1.Bundesliga | 19          | 0           | 2           | 0               | 0               | 0               | -               | -               | -               | 1                  | 0                  |
| 2007-08 | Real Madrid       | Espagne   | Liga BBVA    | 9           | 0           | 2           | 1               | 0               | 0               | 3               | 0               | 0               | 18                 | 0                  |
| 2008-09 | Real Madrid       | Espagne   | Liga BBVA    | 12          | 0           | 1           | 2               | 0               | 0               | 1               | 0               | 0               | -                  | -                  |
| 2009-10 | Real Madrid       | Espagne   | Liga BBVA    | 2           | 0           | 0           | 1               | 0               | 0               | 0               | 0               | 0               | -                  | -                  |
| 2010-11 | FC Schalke 04     | Allemagne | 1.Bundesliga | 32          | 1           | 1           | 5               | 0               | 0               | 10              | 0               | 0               | -                  | -                  |
| 2011-12 | FC Schalke 04     | Allemagne | 1.Bundesliga | 16          | 1           | 0           | 0               | 0               | 0               | 3               | 0               | 0               | -                  | -                  |
| 2012-13 | FC Schalke 04     | Allemagne | 1.Bundesliga | 2           | 0           | 0           | 2               | 0               | 0               | 1               | 0               | 0               | -                  | -                  |
| 13      |                   |           | Total        | 199         | 4           | 10          | 16              | 0               | 0               | 40              | 0               | 0               | 47                 | 0                  |